# Senegalska ženska košarkaška reprezentacija
Senegalska ženska košarkaška reprezentacija predstavlja državu Senegal u međunarodnoj ženskoj košarci. Izborila je nastup na Olimpijskim igrama u Rio de Janeiru 2016. godine.

## Nastupi na velikim natjecanjima

### Olimpijske igre
- 2000.: 12. mjesto
- 2016.:

### Svjetska prvenstva
- 1975.: 13. mjesto
- 1979.: 12. mjesto
- 1990.: 14. mjesto
- 1998.: 14. mjesto
- 2002.: 15. mjesto
- 2006.: 15. mjesto
- 2010.: 16. mjesto

### Afrička prvenstva
- 1966.: 4. mjesto
- 1968.:  srebro
- 1970.:  bronca
- 1974.:  zlato
- 1977.:  zlato
- 1979.:  zlato
- 1981.:  zlato
- 1983.:  srebro
- 1984.:  zlato
- 1990.:  zlato
- 1993.:  zlato
- 1994.:  srebro
- 1997.:  zlato
- 2000.:  zlato
- 2003.:  bronca
- 2005.:  srebro
- 2007.:  srebro
- 2009.:  zlato
- 2011.:  srebro
- 2013.:  bronca
- 2015.:  zlato